# Herkules (imię)
Herkules – imię męskie pochodzenia łacińskiego. Wywodzi się od imienia herosa rzymskiego Herkulesa (greckiego Heraklesa).
Herkules imieniny obchodzi: 1 marca, 5 września, 15 września.
Herkules to także nazwa gwiazdozbioru.

## Znane powiedzenie związane z tym imieniem
- Nec Hercules contra plures – nawet Herkules nie poradzi przeciw wielu /"Niczym Herkules wobec wielu"

## Znane osoby o tym imieniu
- Herkules Dembowski (1812–1881) – włoski astronom polskiego pochodzenia
- Herkules I d’Este – drugi książę Ferrary i Modeny

## Znane postacie mityczne lub fikcyjne o tym imieniu
- Herkules – mityczny heros, łaciński odpowiednik greckiego Heraklesa
- Herkules Poirot – ekscentryczny detektyw, bohater licznych kryminałów Agathy Christie